# 다운힐 마운틴 바이킹

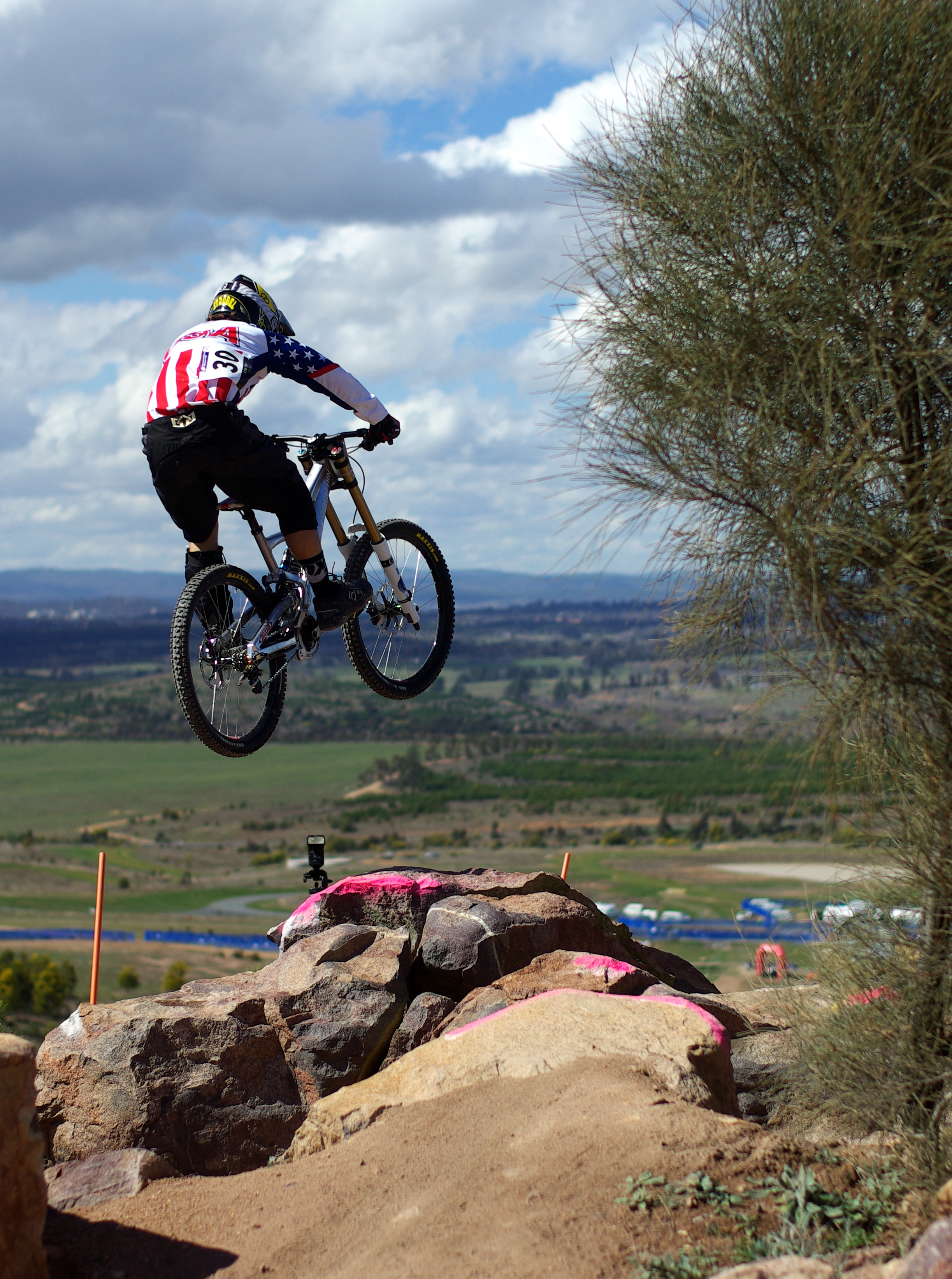

다운힐 마운틴 바이킹(Downhill mountain biking, DH)은 점프, 드롭, 록 가든 및 기타 장애물이 있는 가파르고 거친 지형에서 연습하는 산악 자전거 스타일이다. 점프는 최대 12미터(39피트)까지 가능하며 낙하 높이는 3미터(10피트) 이상일 수 있다.
다운힐 마운틴 바이크의 무게로 인해 심각한 등반이 불가능한 경우가 많기 때문에 라이더는 일반적으로 스키 리프트나 자동차를 통해 하강 지점까지 이동한다. 이러한 맥락에서 모터 차량이나 장치를 사용한다고 해서 DH가 모터 스포츠가 되는 것은 아니다.
라이더는 전신 근력, 유산소 및 무산소 체력의 고유한 조합을 보유해야 하며, 심각한 영구 부상을 입을 위험이 상대적으로 높다는 점을 수용해야 한다.
다운힐 바이크는 다른 산악 자전거보다 더 무겁고 튼튼하며 이동 거리가 20cm(8인치)가 넘는 전면 및 후면 서스펜션을 갖추고 있어 바위와 나무 뿌리 위로 빠르게 미끄러질 수 있다. 경쟁 경주에서는 연속 코스가 테이프 조각으로 양쪽에 정의된다. 형식에 따라 라이더는 코스를 지정하는 두 개의 테이프 사이에 머무르면서 가능한 한 빨리 결승선에 도달하기 위해 한 번 또는 두 번 시도한다. 라이더는 가능한 가장 짧은 라인과 최고 속도로 이동할 수 있는 라인 사이에서 절충하여 라인을 선택해야 한다. 라이더가 테이프를 건너거나 끊어 코스를 떠난 경우, 테이프를 건너서 시간적 이점을 얻지 못하는 경우를 제외하고는 종료 지점에서 코스로 돌아와야 하며, 이 경우 계속해서 달릴 수 있다.
라이더는 일정한 간격을 두고 시작하며 가장 느린 것부터 가장 빠른 것 순으로 시드가 배정되는 경우가 많다. 코스를 완료하는 데 일반적으로 2~5분이 소요되며 승률은 1초도 안 되는 경우가 많다. 라이더는 다운힐 스키에 사용되는 것과 유사한 장비를 사용하여 시간을 정한다.

## 같이 보기
- 산악 자전거
- 산악 자전거 경주